# ジャッキー・マクリーン
ジャッキー・マクリーン（Jackie McLean、1931年5月17日 - 2006年3月31日）は、アメリカ・ニューヨーク出身のジャズ・サックス奏者。本名は John Lenwood McLean。「レフト・アローン」等の演奏で知られる。

## 略歴
ジャッキーの父はギタリストで、ブルース・ミュージシャンのタイニー・ブラッドショウのバックも務めた。
15歳の誕生日に母親からサキソフォンを贈られたのがこの楽器との邂逅となった。その2年後にバド・パウエルと出会う。バドはジャッキーの父が経営するレコード店の近くに住んでいたのだという。バドを通じて、マイルス・デイヴィス、ケニー・ドーハムに出会った。チャーリー・パーカの模倣に腐心していたという。1946年12月に子ルネ・マクリーンが誕生している。
ハイスクール時代には既に、アルト・サックスの腕前は上達しており、ケニー・ドリューやソニー・ロリンズと共演。1951年10月、ソニー・ロリンズやアート・ブレイキーと共に、マイルス・デイヴィスのアルバム『ディグ』の録音に参加。その後も何度かマイルスと共演。
1955年、初のリーダー・アルバム制作。ほどなくプレスティッジ・レコードに移籍。また、チャールズ・ミンガスのワークショップに参加し、1956年1月に録音された『直立猿人』の吹き込みメンバーのひとりとなった。その年の春には退団し、ケニー・ドーハム率いるジャズ・プロフェッツの結成メンバーに名を連ねる予定だったが、ミンガスとの退団時のいざこざで歯を折られ演奏に差し支えたことが原因で予定はキャンセルとなり（代役にはJ.R.モンテローズが呼ばれた）、治癒を待ってアート・ブレイキーのジャズ・メッセンジャーズに加入した。1957年、ヘロイン購入で逮捕。メッセンジャーズは代役にベニー・ゴルソンを迎え黄金期を築く。逮捕後間もない1958年の年始に録音したものにソニー・クラークの『クール・ストラッティン』がある。
1959年、バンド・リーダーとしてブルーノートと契約。同年にはウォルター・ビショップやジミー・ギャリソン等を従えた『スイング・スワング・スインギン』発表。また、1960年にはマル・ウォルドロンのアルバム『レフト・アローン』に参加し、ジャッキーにとって重要なレパートリーとなる「レフト・アローン」を録音。この曲は、マル・ウォルドロンとビリー・ホリデイの共作だが、ビリーが亡くなったため、ジャッキーが参加したヴァージョンが初録音となった。
1962年3月に『レット・フリーダム・リング』を吹き込む。この作品は〝新しいジャズ〟であったオーネット・コールマンへの共感を明確に宣言するものであり、その後の音楽的方向を決定づけた。1963年には、まだ17歳だったトニー・ウィリアムスを従えたアルバム『ワン・ステップ・ビヨンド』発表。同作のレコーディングから間もなく、トニーはマイルス・デイヴィスにも認められ、マイルスのクインテットに加入した。トニーは1986年のインタビューで、ジャッキーが自宅まで来て両親を説得したというエピソードを語っている。また、ジャッキーはフリー・ジャズにも傾倒していき、1967年のアルバム『ニュー・アンド・オールド・ゴスペル』で、オーネット・コールマンをバックに従えた。
ブルーノートとの契約の切れ目を機会に音楽活動の休息を求め、妻ドリーと麻薬撲滅のボランティアに取り組んでいたところで、1968年半ばに、黒人文化に関心を向けていたコネチカット州ハートフォード大学ハートスクールに音楽講師として雇われる。間もなくこの大学にアフロ・アメリカン音楽の学部が創設されることになり、その学部長に就任した。同時期にアフロ・アメリカンへの芸術教育を支援するカルチャーセンター「アーティスト・コレクティブ」を妻ドリー及びベーシストのポール・ブラウンと共同設立した。
1972年に立ち上げられたデンマークの新興レーベル、スティープルチェイスと契約し、復帰作となる『Live at Montmartre』はこのレーベルの最初のリリースとなった。1986年、1987年、1988年、1996年と、マウント・フジ・ジャズ・フェスティバルに参加し、1987年には日野皓正、1988年には渡辺貞夫とそれぞれ共演している。
1996年 日本の Somethin' Else レーベルから移籍第一弾『Hat Trick』を発表。
国立芸術基金により2001年のNEAジャズ・マスターズの称号を与えられる。
2006年3月31日、コネチカット州で亡くなる。

## 教育者として
ハートスクールにてJackie McLean Institute of Jazzを立ち上げ、数々の教え子をプロミュージシャンとしてシーンに送り出している。サクソフォンのマスタークラスや室内楽等は直接指導した。マクリーンに師事した学生には、ハーパー・ブラザーズ、アントワン・ロニー、スティーヴ・デイヴィス、ブラッド・メルドー、エイブラハム・バートン、ジミー・グリーン、ウェイン・エスコフェリー、スティーヴ・リーマン、レイモンド・マクモーリン、ジュリアス・トレンティーノ、クリス・アレンらがいる。